# Petr Venhoda
Petr Venhoda (* 25. července 1986) je český politik a manažer, v letech 2018 až 2021 poslanec Poslanecké sněmovny PČR, od roku 2018 zastupitel městské části Praha 3, člen hnutí ANO 2011.

## Život
Absolvoval obor hospodářská politika a správa na Univerzitě Jana Amose Komenského v Praze s titulem Bc. Poté studoval souběžně obory evropská studia a veřejná správa, regionální studia a mezinárodní obchod na Metropolitní univerzitě Praha kde získal tituly Inženýr a Magistr.
Od roku 2005 pracoval v oblasti stavebnictví na několika pozicích. Na poslední pozici v tomto oboru byl zodpovědný za vedení projektů ve vazbě na finanční řízení projektů v objemu několika stovek milionů korun.
Od roku 2016 do roku 2019 zastával pozici člena, následně místopředsedy dozorčí rady akciové společnosti Pražská plynárenská Distribuce.
Od roku 2015 působí rovněž jako člen školské rady Konzervatoře a Vyšší odborné školy Jaroslava Ježka v Praze.
Petr Venhoda žije v Praze, v městské části Praha 3.

## Politické působení
Je zakládajícím členem hnutí ANO 2011 v městské části Praha 3. Tamním předsedou organizace se stal v roce 2014.
Od roku 2014, s krátkou přestávkou, působí jako člen finančního výboru zastupitelstva městské části Praha 3.
V komunálních volbách v roce 2018 byl lídrem kandidátky a kandidátem na starostu za hnutí ANO 2011 do Zastupitelstva městské části Praha 3, kde se stal zastupitelem a předsedou klubu. V současnosti působí jako řadový člen bytové komise a komise pro vedlejší hospodářskou činnost.
Ve volbách do Poslanecké sněmovny PČR v roce 2017 kandidoval za hnutí ANO 2011 v Praze na 8. místě jeho kandidátky, ale neuspěl (skončil jako druhý náhradník). V červnu 2018 však na mandát poslance rezignoval Robert Pelikán a na začátku října 2018 pak Martin Stropnický a Venhoda se tak stal dne 1. října 2018 novým poslancem Poslanecké sněmovny PČR, kde byl do konce funkčního období členem rozpočtového výboru a několikrát stručně vystoupil v rozpravě.
Ve volbách do Poslanecké sněmovny PČR v roce 2021 kandidoval za hnutí ANO 2011 na 11. místě v Praze, ale neuspěl (skončil jako šestý náhradník). Po nezvolení se dostal do obecného povědomí, když se rozhodl osobně konfrontovat uživatelku sociální sítě Twitter Michailu Džakovovou, která jej v jednom z tweetů označila za „vola“ a „blba“. Uživatelka měla být údajně vážně nemocnou důchodkyní. Po vlně kritiky, jíž čelil po této osobní konfrontaci, svůj twitterový účet zrušil.
V roce 2022 kandidoval na Praze 3 jako lídr kandidátky. Dle výsledků voleb si Hnutí ANO pod jeho vedením polepšilo o skoro 3 % a jeden mandát zastupitele. V zastupitelstvu se dostal do opozice. Zároveň na plný úvazek vykonává funkci výkonného ředitele firmy Správa zbytkového majetku Praha 3, jejíž akcie patří ze 100 % Praze 3 a která se stará o pronájem obecních bytů.

## Kontroverze
V listopadu 2021 na sebe upozornil poté, co osobně konfrontoval důchodkyni, která ho na Twitteru urážela. Ta o něm napsala: „Petr Venhoda, co to je za vola?! Aha, blb z Profikorupčního hnutí ANO. To budou všichni brečet po vzoru Andrej Babiš? Prchale, ať jim šéfik řekne, ze brečí zbytečně, nebo málo.“ Venhoda si následně našel její adresu, dle svých slov z veřejně dostupných zdrojů, a devětašedesátiletou paní konfrontoval. Celý incident si nahrával na mobilní telefon a video zveřejnil na svém profilu.
V březnu 2024 Seznam Zprávy upozornily, že Venhoda na konci roku 2023 uzavřel na městskou firmu Správa zbytkového majetku Praha 3 smlouvu o operativním leasingu na osobní automobil. A to na sportovní limuzínu Volkswagen ARTEON Liftback 2.0 TSI 4Motion R (A7) o výkonu 235 kW. Za tříletý operativní leasing má městská firma zaplatit více než milion korun. Radnice městské části Praha 3 na výzvu novinářů odpověděla, že o nákupu nevěděla a bude s Venhodou jednat o tom, aby část nákladů uhradil sám.